# Semiramide
Semiramide es una ópera en dos actos de Gioachino Rossini. El libreto fue escrito por Gaetano Rossi basado en la tragedia Sémiramis, de Voltaire, sobre el legendario personaje Semiramis de Babilonia. Fue estrenada en el Teatro La Fenice de Venecia, el 3 de febrero de 1823. En España se estrenó el 17 de mayo de 1826, en el Teatro de la Santa Cruz de Barcelona.
Semiramide es la última ópera seria compuesta por Rossini. Algunos críticos dicen que la línea vocal es extremadamente florida y no se utiliza como un modo de expresión sino como un despliegue espectacular de las capacidades vocales de los cantantes. Como en otras óperas del bel canto, como Lucia di Lammermoor o I Puritani, el libreto incluye una escena de locura, y aunque en esos otros casos estaba dedicada al personaje femenino principal, en este caso está encargada a Assur, un bajo.
Existen varias grabaciones de la ópera, siendo una de las más aplaudidas por la crítica la de Joan Sutherland y Marilyn Horne en los papeles principales.
Esta ópera rara vez se representa en la actualidad; en las estadísticas de Operabase aparece con sólo 5 representaciones en el período 2005-2010.

## Argumento

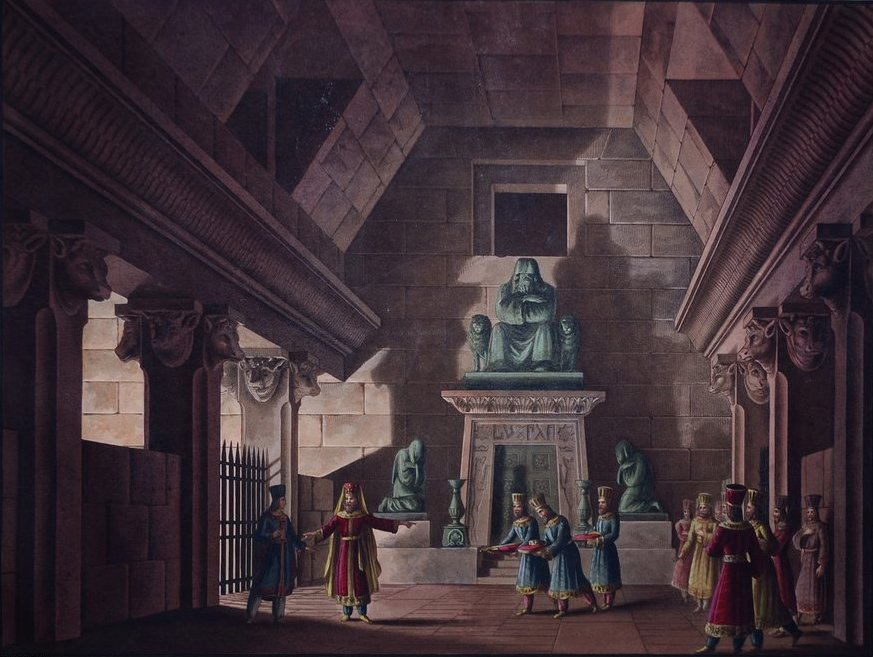
Grabado de la escenografía de Alessandro Sanquirico para la ópera "Semiramide", en La Scala de Milán, 1824.

Semiramide, junto a Assur, ha asesinado a su marido, el Rey Nino para acceder al trono. Sin embargo, su hijo se ha salvado de la muerte y ahora, bajo el nombre de Arsace y sin que su identidad sea conocida por él o su madre, es un exitoso comandante del ejército asirio. La ópera se inicia cuando Arsace regresa a Babilonia para pedir la mano de Azema y apoyar las aspiraciones de Assur de convertirse en el nuevo esposo de Semiramide. Assur no está dispuesto a aceptarlo, porque él también ama a Azema. Sin embargo, Semiramide se enamora de Arsace y declara que él será el sucesor del trono; a la vez que entrega la mano de Azema, no a Assur, sino a Idreno. El fantasma del rey Nino aparece ante la sorpresa y pavor de todos, para advertir que algunos crímenes deben ser expiados. Oroe, el sacerdote supremo, le cuenta a Arsace cuál es su origen y quiénes son los culpables de la muerte de su padre; Arsace a pesar del dolor que siente, jura vengar esa muerte. Arsace se encuentra con los asesinos en un lugar oscuro y confuso, y cuando intenta matar a Assur, mata a Semiramide. Finalmente, él es declarado Rey.